# Constantino Mesopotamita
Constantino Mesopotamita (en griego: Κωνσταντῖνος Μεσοποταμίτης) fue un funcionario bizantino, y primer ministro bajo los emperadores Isaac II Ángelo y Alejo III Ángelo desde 1193 hasta su caída en el verano de 1197. También fue arzobispo de Tesalónica entre 1197 y 1227, pero estaba en el exilio entre 1204 y 1224, cuando la ciudad fue ocupada por los cruzados latinos. Restaurado a su sede, se negó a coronar a Teodoro Comneno Ducas como emperador, y dejó su sede para ir nuevamente al exilio. También fue un colega y corresponsal del historiador Nicetas Coniates, y pudo haber comisionado algunas de las obras de este último.